# Kingsman: Serviciul secret
Kingsman: Serviciul secret (titlu original: Kingsman: The Secret Service) este un film american și  britanic  din 2014 co-produs și regizat de Matthew Vaughn. Este creat în genurile comedie, acțiune cu spioni. Rolurile principale au fost interpretate de actorii Taron Egerton și Samuel L. Jackson, cu Colin Firth, Mark Strong și Michael Caine în rolurile secundare. Scenariul este scris de Jane Goldman și  Matthew Vaughn pe baza unei serii de benzi desenate create de Mark Millar și Dave Gibbons.

## Prezentare
Filmul prezintă antrenamentul unui noi recrut Gary "Eggsy" Unwin (Taron Egerton) în cadrul unei organizații private de spionaj, Kingsman. Acesta trebuie să-l oprească pe Richmond Valentine (Jackson)  care dorește reducerea populației globale prin activarea unor cartele SIM care face ca oamenii să lupte până la moarte. 

## Distribuție
- Colin Firth - Harry Hart / Galahad
- Samuel L. Jackson - Richmond Valentine
- Mark Strong - Merlin
- Taron Egerton - Gary "Eggsy" Unwin
- Michael Caine - Chester King / Arthur
- Sophie Cookson - Roxanne "Roxy" Morton / Lancelot
- Sofia Boutella - Gazelle
- Samantha Womack - Michelle Unwin
- Geoff Bell - Dean Baker
- Edward Holcroft - Charles "Charlie" Hesketh
- Mark Hamill - Professor James Arnold
- Jack Davenport - James Spencer / Lancelot

## Producție
Filmările au început la  6 octombrie 2013 în Deepcut, Surrey,. Cheltuielile de producție s-au ridicat la 94 milioane $.

## Lansare și primire
A avut încasări de 414 milioane $.